# باژیری
باژیری (به فرانسوی: Bagiry) یک کمون (فرانسه) در فرانسه است که در canton of Barbazan واقع شده‌است. باژیری ۲٫۷۸ کیلومتر مربع مساحت دارد ۴۵۷ متر بالاتر از سطح دریا واقع شده‌است.